# Bekim Christensen
Bekim Leif Christensen (Roskilde, 17 september 1973) is een Deens voormalig weg-en baanwielrenner. Hij reed onder meer twee seizoenen voor CSC.
In 2000 werd hij derde op het Deense kampioenschap tijdrijden voor elite.

## Belangrijkste overwinningen
1997
- Ploegenachtervolging op Nordisk Mesterskab, Elite

met Tayeb Braikia, Frederik Bertelsen en Michael Sandstød
1999
- etappe Ronde van Rhodos
- Bergklassement Ronde van Rhodos

## Resultaten in voornaamste wedstrijden
| Jaar | Ronde van Italië | Ronde van Frankrijk | Ronde van Spanje |
| ---- | ---------------- | ------------------- | ---------------- |
| 2002 |                  |                     |                  |
| 2003 |                  | 120e                | 136e             |
| 2004 |                  |                     |                  |

| Jaar | Milaan-San Remo | Ronde van Vlaanderen | Parijs-Roubaix | Amstel Gold Race | Luik-Bast.‑Luik |
| ---- | --------------- | -------------------- | -------------- | ---------------- | --------------- |
| 2002 | 54e             | 76e                  |                |                  | 77e             |
| 2003 |                 |                      |                | 117e             |                 |
| 2004 |                 |                      | 46e            |                  |                 |